# فرودگاه شالون – شانفورژوی
فرودگاه شالون - شانفورژوی (به فرانسوی: Aéroport de Chalon - Champforgeuil) تلفظ فرانسوی: [ʃalɔ̃ ʃɑ̃fɔʁʒœj] یک فرودگاه همگانی با کد یاتا XCD است که یک باند فرود آسفالت دارد و طول باند آن ۱۴۴۰ متر است. این فرودگاه در شهر شالون-سور-سون کشور فرانسه قرار دارد و در ارتفاع ۱۹۰ متری از سطح دریا واقع شده‌است.